# إيان هيوم
إيان هيوم (30 أكتوبر 1983 بإدنبرة في المملكة المتحدة - ) هو لاعب كرة قدم كندي في مركز الهجوم. شارك مع منتخب كندا تحت 20 سنة لكرة القدم ومنتخب كندا لكرة القدم. أما مع النوادي، فقد لعب مع بريستون نورث إيند وبونفيرادينا وليستر سيتي ونادي بارنسلي ونادي ترانمير روفرز لكرة القدم ونادي دونكاستر روفرز وأتلتيكو كلكتا ونادي كيرلا بلاستيرز وفليتوود تاون.

## وصلات خارجية
- إيان هيوم على موقع الاتحاد الدولي (مؤرشف)  (الإنجليزية)
- إيان هيوم على موقع قاعدة بيانات كرة القدم.إي يو (الإنجليزية)
- إيان هيوم على موقع ناشيونال فوتبول تيمز (الإنجليزية)
- إيان هيوم على موقع Soccerbase.com (لاعب) (الإنجليزية)
- إيان هيوم على موقع Soccerway.com (الإنجليزية)
- إيان هيوم على موقع AS.com (الإسبانية)